# Палана (аеропорт)
Палана (ICAO: UHPL) — місцевий аеропорт, розташований за 4 км на захід від смт. Палана у Камчатському краї. Забезпечує регулярне авіасполучення з Петропавловськ-Камчатським.

## Авіакомпанії та напрямки[1]
| Авіакомпанія                                      | Місто прибуття (аеропорт)            |
| ------------------------------------------------- | ------------------------------------ |
| Петропавловськ-Камчатський авіаційне підприємство | Петропавловськ-Камчатський (Єлізово) |